# Beaupréau
Beaupréau [bopʁ(e)o]  est une ancienne commune française située dans le département de Maine-et-Loire, en région Pays de la Loire, devenue le 15 décembre 2015 une commune déléguée au sein de la commune nouvelle de Beaupréau-en-Mauges.
Cette petite ville se trouve dans le pays des Mauges, à 18 km au-nord-ouest de Cholet. Ses habitants sont appelés les Bellopratains.

## Géographie

### Localisation
Beaupréau se situe au cœur de la région des Mauges, dans un triangle Angers (à 45 km au nord-est), Cholet (à 18 km au sud-est) et Nantes (à 42 km au nord-ouest).

#### Communes limitrophes et principales villes proches
| Le Fief-Sauvin (4 km)                                       | Saint-Pierre-Montlimart (8 km) Montrevault (8 km) La Salle-et-Chapelle-Aubry (6 km) | La Poitevinière (8 km)                                         |
| La Chapelle-du-Genêt (3 km) Gesté (11 km) Vallet (23 km)    | Beaupréau-en-Mauges                                                                 | Jallais (10 km) Chemillé-Melay (22 km)                         |
| Saint-Philbert-en-Mauges (6 km) Villedieu-la-Blouère (8 km) | Sèvremoine, (anc. St-Macaire, 9 km) Cholet (19 km)                                  | Andrezé (5 km) Bégrolles-en-Mauges (8 km) La Jubaudière (9 km) |

### Relief et paysage
Son territoire se trouve sur les coteaux formés par les nombreux méandres de l'Èvre, à une altitude variant de 32 à 117 mètres. Elle se situe sur l'unité paysagère du Plateau des Mauges.
La commune qui s'étend sur 36 km2 (3 579 hectares) est très marquée par le paysage de bocage, ainsi que ses nombreuses fermes d'élevage bovin. Néanmoins, les parcelles ont connu une période de remembrement, des années 1960 à 1980. Ainsi, par la présence de fermes, la campagne reste très occupée. C'est aussi un terrain humide : la commune est parsemée de nombreux petits étangs et de bois, dont le plus grand est celui du parc municipal de Beaupréau. Si la commune ne possède pas de vignes, contrairement aux communes voisines du Val de Loire, elle possède cependant un grand nombre de vergers producteurs de pommes.

### Hydrographie
On trouve au sud de son territoire, puis à l'ouest, la rivière l'Èvre.

### Voies de communication et transports
La ville est principalement desservie par la route départementale 752, ancienne N 752 qui va de Cheffois en Vendée jusqu'à Varades en Loire Atlantique. Depuis 1986, elle constitue le contournement nord-est de Beaupréau prolongé en 1988 par le contournement sud-est avec une traversée de l'Èvre. Elle permet aussi grâce à une section en 2x2 voies terminé en 2008 de relier efficacement Beaupréau à l'agglomération choletaise. Ce dernier tronçon avait pour but de relier à terme plus efficacement les villes de Cholet et Ancenis. Cependant bien que le projet ait été reconnu d'intérêt régional, les travaux peinent à démarrer. En 2022, une section de 4 km est en travaux et vise à passer la route en 2x2 voies entre Beaupréau et Saint-Pierre-Montlimart, elle se terminera par un rond-point au niveau du lieu-dit "la Gerfaudière". Ce projet connaît de nombreuses critiques notamment par le comité "Non à la 2x2".
Au début du XXe siècle, la ville était traversée par une ligne de chemin de fer, le Petit Anjou disparu en 1947 ; on en retrouve cependant quelques traces car certaines rues suivent l'ancien tracé du train comme la rue de la Cité ou l'avenue Henry de Gontaut-Biron. L'ancienne gare était situé sur un emplacement devenu la place du 8 Mai.

## Toponymie
Le nom de la localité est attesté sous les formes Bello-Pratellum au XIe siècle, Bello-Prael à la fin du XIe siècle, de Bello Pratello vers 1075, Bel-Pratel au début du XIIe siècle,, Beaupreau en 1793 et 1801, puis Beaupréau,.
Il s'agit d’une formation toponymique médiévale, basée sur deux éléments romans : l'ancien français präel (attesté vers 1165) issu du bas latin pratellu, diminutif de pratu « pré » qui a donné le terme préau actuel par évolution sémantique,. Le premier élément est l'ancien français bel « beau », d'où le sens global de « beau pré ».
Le gentilé actuel Bellopratain est issu d'une forme latinisée, dont le suffixe a été simplifié, puisque l'on attendrait *Bellopratellain.

## Histoire

### Préhistoire et Antiquité
La Dame de Beaupréau, découverte en 1998 au lieu-dit Les Grandes Places à l'occasion de travaux agricoles, atteste la présence d'une population sur le site au IIe siècle avant J.C., époque appelée La Tène (ou entre la seconde moitié du IIIe et la première moitié du IIe siècle avant J.C., selon L. Olivier). La Dame de Beaupréau est une sculpture en calcaire, une statue de personnage féminin coiffée d'une natte et portant un torque (collier rigide) et des bracelets. La partie inférieure de la statuette, taillée en pointe et laissée brute, était destinée, selon L. Olivier, à être fixée sur un socle. Il s'agissait probablement d'un culte des ancêtres, qui semble s'être développé à cette époque. Ce type de statuette est attesté principalement dans l'Ouest et le Centre de la France, voir en particulier les statuettes de Paule. La statuette est conservée au musée d'Archéologie nationale de Saint-Germain-en-Laye.

### Moyen Âge
La terre de Beaupréau appartenait au Moyen Âge à une famille seigneuriale, issue d'un certain Josselin de Rennes (il évoluait semble-t-il vers 1014/1020, quand les Mauges formaient une marche disputée entre Bretagne, Anjou et Poitou ; il était peut-être apparenté aux vicomtes de Rennes, de Porhoët et de Rohan : cf. Josselin de Porhoët). Dans la 2e moitié du XIVe siècle, Jeanne de Beaupréau, fille de Jean Ier de Beaupréau et sœur de Jean II — la fille de ce dernier, Marie de Beaupréau, était morte sans postérité de son mari Jean de Laval-Loué (mort vers 1400) — hérite vers 1389 de sa nièce Marie et transmet à son mari Jean Ier des Roches, sire de Longué et de Jarzé (de la famille du sénéchal Guillaume ?). Ensuite leurs enfants se succèdent : Jean II des Roches, Brient, Jeanne (femme de Jean Ier de Ste-Maure-Montgauger, mort en 1425) et Aliénor des Roches (morte en 1439 ; mariée à Jean Ier de Bazo(u)ge(s) au diocèse de Rennes : Bazoges-sous-Hédé ?, chambellan du duc Jean V).
Aliénor des Roches est suivie par ses fils Jean II et Gilles de Bazoges, dont la fille Anne de Bazoges épouse Jean de Montespedon, valet de chambre de Louis XI, mort en 1479 à Guinegatte ; leur fils, Joachim de Montespedon (mort en 1509), épouse Renée de La Haye-Passavant dame de Chemillé (fille de François et petite-fille de Bertrand de La Haye-Passavant, ce dernier étant un des frères de Louise de La Haye) et ils sont continués par leurs enfants René (mort à Pavie à 17 ans) et Philippes de Montespedon (morte en 1578), princesse de La Roche-sur-Yon par ses 2e noces en 1544 avec Charles de Bourbon, sans postérité survivante. En leur faveur, la terre de Beaupréau est érigée en marquisat en février 1554, puis en duché simple sans la pairie en juin 1562.
À l'extinction des Montespedon, la succession de Beaupréau suit alors celle de Chemillé, c'est-à-dire qu'elle revient à des héritiers des La Haye-Passavant, donc au marquis Guy III de Scépeaux (son arrière-grand-mère était Louise de La Haye-Passavant, grand-tante de Renée de La Haye) et à son fils Guy IV (prédécédé en 1597) puis à leurs héritiers Gondi-Retz car Jeanne de Scépeaux, fille de Guy IV, aussi dame de Chemillé et de Tiffauges, épouse Henri de Gondi en 1610.
La dévolution de Beaupréau aux Scépeaux avait été organisée par une disposition de Philippe de Montespedon en janvier 1578 mais elle fut contestée par des héritiers des Bazoges : Jeanne du Plessis de La Bruslière de La Bourgonnière (à Bouzillé) de Beaupréau (née vers 1545, morte après 1580) et son mari Georges Ier (François) de Vaudrey-Saint-Phal, bailli de Troyes, d'origine comtoise et champenoise.
Selon Célestin Port : « Georges (François) s'empara à main armée du duché. Une sentence du sénéchal d'Anjou l'y maintint le 25 juin 1587 et son fils Charles (de Vaudrey de St-Phal) en hérita. Le 31 mai 1590, jour de l'Ascension, la trahison d'un soldat livra à une bande de ligueurs commandés par le capitaine Florencière, le château et la ville qu'il mit au pillage et où le même jour il introduisit les garnisons de Montrevault et de Chemillé, au nom de Guy de Scépeaux. Sur la fin de juillet, Rochepot (Antoine de Silly, gouverneur d'Anjou) et Saint-Phalle y vinrent mettre le siège avec 2 500 hommes et trois canons qui battirent en brèche la tour du Trésor pendant six ou sept jours. Les assiégés, après avoir soutenu l'assaut, se rendirent le 4 août 1590, sortant avec armes et bagages » ; René Plaud interprète dans l'autre sens, comme favorable aux Scépeaux, la décision du sénéchal d'Anjou en 1587,.
Le Parlement restitua officiellement la terre aux Scépeaux par son arrêt du 12 juin 1599. Cependant, Jeanne du Plessis de Beaupréau avait d'abord épousé en 1560 Jean VIII d'Acigné et leur fille Judith d'Acigné, demi-sœur aînée de Charles et Georges (II) de Vaudrey de St-Phal, prit pour époux en 1579 Charles II de Cossé-Brissac : ils sont les grands-parents de Louis de Cossé duc de Brissac, duc de Beaupréau par sa femme Marguerite-Françoise de Gondi, mariée en 1644, héritière des Scépeaux. En quelque sorte, les deux familles rivales pour tenir Beaupréau se sont réconciliées ainsi.

### Ancien Régime

Blason de
Beaupréau.

Durant les guerres de Religion, Beaupréau s'oppose au pouvoir royal. Henri IV devenu souverain, la grande partie de la province d'Anjou, hormis Angers et Saumur, refuse de reconnaître ce roi huguenot. Les ligueurs de Segré, Baugé, Beaupréau et Chalonnes refusent de se rallier au roi. Le 25 juillet 1593, Henri IV abjure la foi protestante. Le roi se faisant catholique, la paix revient.
Beaupréau fut le siège d'un duché.

### Révolution
Au XVIIIe siècle, Jacques-Bertrand de Scépeaux (1704-1778), devient marquis et seigneur du duché de Beaupréau (mais pas duc) par achat le 4 août 1737 au duc Louis-François-Anne de Villeroy (les Neufville de Villeroy étaient les héritiers des Cossé-Brissac, donc des Gondi et des Scépeaux, par la mère de Louis-Nicolas de Villeroy, Marguerite-Marie de Cossé-Brissac). Jacques-Bertrand acquiert aussi le Petit-Montrevault en mars 1776 et sa fille Françoise-Marie-Rosalie de Scépeaux — Mlle de Montrevault — devient par son mariage la maréchale d'Aubeterre, sans postérité. Son autre fille Élisabeth-Louise-Adélaïde de Scépeaux (1741-1801) — Mlle de Beaupréau — épouse Nicolas-François-Julie de La Tour d'Auvergne d'Apcher (1720-1790) et leur fille, Françoise-Honorine-Adélaïde de La Tour d'Apcher (1776-1851), héritière de Beaupréau et du Petit-Montrevault, transmet le domaine à son mari Alexandre-Émeric de Durfort-Civrac et à leur fils Henri-Louis-Marie. La fille de ce dernier, Marie-Cécile-Geneviève-Honorine de Durfort-Civrac (1855-1920) épouse en 1884 Pierre de Blacas d'Aulps (1853-1937). Les ducs de Blacas cèdent ensuite le château à une congrégation religieuse qui le transforme en clinique-maternité, de 1958 à 2000. À la fermeture de celle-ci, il est vendu pour être aménagé en copropriété d'appartements privés, sans changement de son aspect extérieur.

### Guerre de Vendée
La région a été marquée par les guerres de Vendée. En mars 1793 la Division de Cholet et de Beaupréau de l'armée de Vendée compte 9 000 hommes, sous les ordres du général d'Elbée.
En avril 1793 et février 1794, Beaupréau a été le théâtre de batailles opposant les troupes vendéennes et républicaines.
Fait marquant pour Beaupréau, en 1794 Charette monte une campagne victorieuse dans le marais et le bocage, avec La Rochejaquelein et Stofflet dans les Mauges. Les Bleus sont ainsi dispersés à Cholet, Beaupréau, Bressuire et Argenton-Château.

### Époque contemporaine
Beaupréau est sous-préfecture jusqu'en 1857 (arrondissement de Beaupreau).
De 1804 à 1815, elle accueille l'école royale d'arts et métiers, qui déménagera ensuite à Angers.
Pendant la Première Guerre mondiale, 131 habitants perdent la vie. Lors de la Seconde Guerre mondiale, 14 habitants sont tués.
En 2014, un projet de fusion de l'ensemble des communes de l'intercommunalité se dessine, avec pour nom « Beaupréau-en-Mauges »,. Le 2 juillet 2015, les conseils municipaux de l'ensemble des communes du territoire communautaire votent la création d'une commune nouvelle au 15 décembre 2015,.

## Politique et administration

### Administration municipale

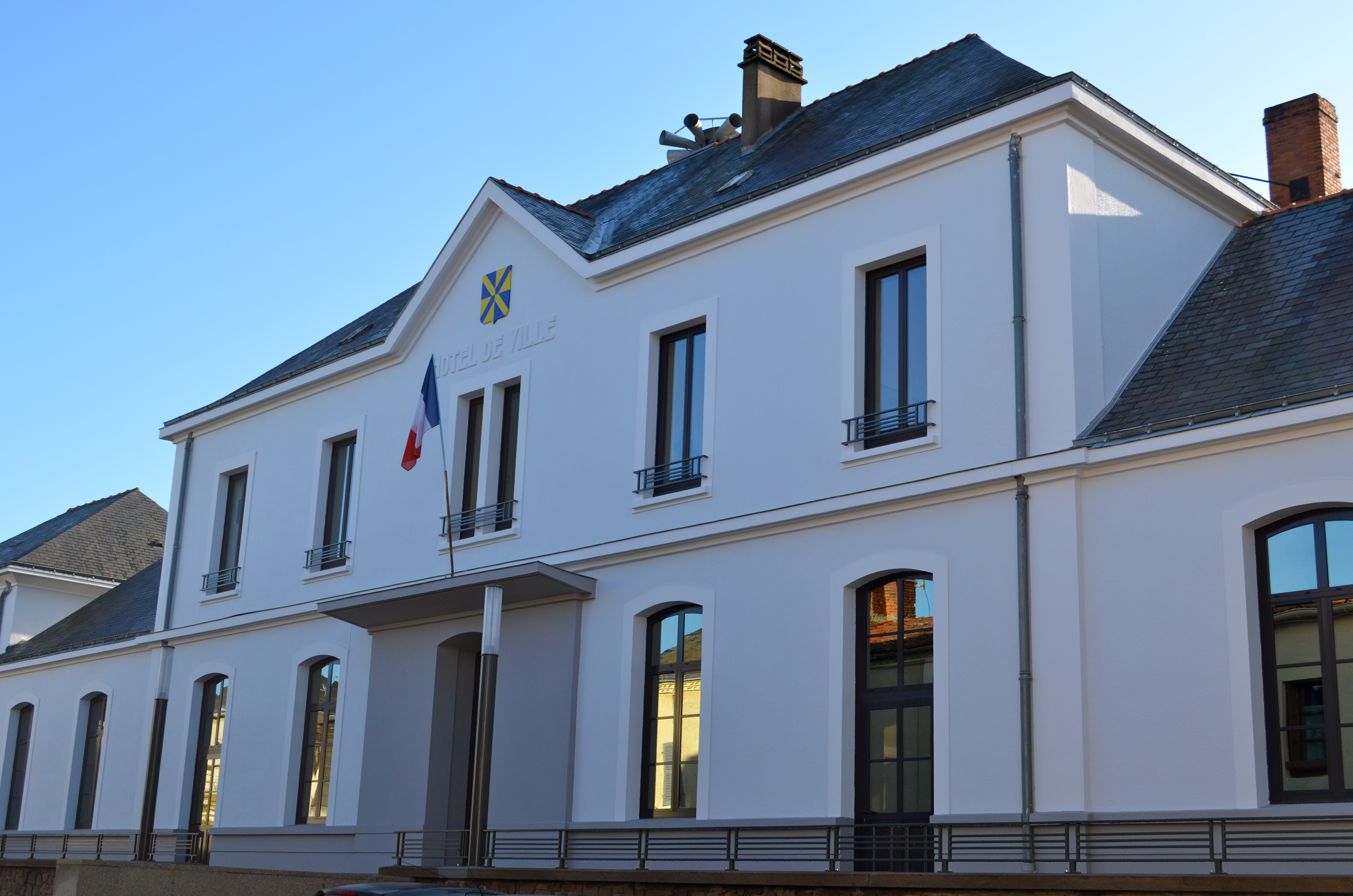
La mairie.

#### Administration actuelle
Depuis le 15 décembre 2015, Beaupréau constitue une commune déléguée au sein de la commune nouvelle de Beaupréau-en-Mauges et dispose d'un maire délégué.
| Période                                  | Période         | Identité         | Étiquette | Qualité |
| ---------------------------------------- | --------------- | ---------------- | --------- | ------- |
| Les données manquantes sont à compléter. |                 |                  |           |         |
| 15 décembre 2015                         | 25 janvier 2016 | Gérard Chevalier |           |         |
| 26 janvier 2016                          | mai 2020        | Claudine Rabin   |           |         |
| mai 2020                                 | en cours        | Didier Sauvestre |           |         |

### Ancienne situation administrative

#### Intercommunalité
La commune était membre de la communauté de communes du Centre-Mauges, qui regroupait onze communes dont La Chapelle-du-Genêt, Le Fief-Sauvin, Andrezé et Saint-Philbert-en-Mauges. La communauté de communes cesse d'exister le 15 décembre 2015 et ses compétences sont transférées à la commune nouvelle de Beaupréau-en-Mauges.
La communauté de communes était elle-même adhérente du syndicat mixte Pays des Mauges, structure administrative d'aménagement du territoire dont le siège se trouvait à Beaupréau.

#### Autres circonscriptions
Beaupréau fait partie du canton de Beaupréau et de l'arrondissement de Cholet. Le canton se compose des mêmes communes que l'intercommunalité Centre-Mauges, hors mis celle du May-sur-Èvre.
La commune fait partie de la sixième circonscription de Maine-et-Loire, composée de six cantons dont Montrevault et Saint-Florent-le-Vieil. Cette circonscription de Maine-et-Loire est l'une des sept circonscriptions législatives que compte le département.

### Jumelages et partenariats
La commune est jumelée avec :
- Abergavenny (Pays de Galles) (Royaume-Uni) ;
- Münsingen (Allemagne),

jumelages partagés avec la communauté de communes du Centre-Mauges.

## Population et société

### Démographie

#### Évolution démographique
L'évolution du nombre d'habitants est connue à travers les recensements de la population effectués dans la commune depuis 1793. À partir du 1er janvier 2009, les populations légales des communes sont publiées annuellement dans le cadre d'un recensement qui repose désormais sur une collecte d'information annuelle, concernant successivement tous les territoires communaux au cours d'une période de cinq ans. 
Pour les communes de moins de 10 000 habitants, une enquête de recensement portant sur toute la population est réalisée tous les cinq ans, les populations légales des années intermédiaires étant quant à elles estimées par interpolation ou extrapolation. Pour la commune, le premier recensement exhaustif entrant dans le cadre du nouveau dispositif a été réalisé en 2006,.
En 2013, la commune comptait 6 909 habitants, en évolution de +2,86 % par rapport à 2008 (Maine-et-Loire : +3,3 %, France hors Mayotte : +2,49 %).
| 1793  | 1800  | 1806  | 1821  | 1831  | 1836  | 1841  | 1846  | 1851  |
| ----- | ----- | ----- | ----- | ----- | ----- | ----- | ----- | ----- |
| 2 678 | 1 640 | 1 893 | 2 964 | 3 207 | 3 238 | 3 887 | 3 887 | 3 669 |

| 1856  | 1861  | 1866  | 1872  | 1876  | 1881  | 1886  | 1891  | 1896  |
| ----- | ----- | ----- | ----- | ----- | ----- | ----- | ----- | ----- |
| 3 790 | 3 821 | 4 134 | 3 758 | 3 926 | 3 878 | 3 863 | 3 857 | 3 834 |

| 1901  | 1906  | 1911  | 1921  | 1926  | 1931  | 1936  | 1946  | 1954  |
| ----- | ----- | ----- | ----- | ----- | ----- | ----- | ----- | ----- |
| 3 746 | 3 497 | 3 590 | 3 531 | 3 667 | 3 693 | 3 767 | 4 190 | 4 398 |

| 1962  | 1968  | 1975  | 1982  | 1990  | 1999  | 2006  | 2011  | 2013  |
| ----- | ----- | ----- | ----- | ----- | ----- | ----- | ----- | ----- |
| 4 577 | 4 955 | 5 428 | 5 782 | 5 937 | 6 217 | 6 456 | 6 856 | 6 909 |

#### Pyramide des âges
La population de la commune est relativement âgée. Le taux de personnes d'un âge supérieur à 60 ans (22,6 %) est en effet supérieur au taux national (22,1 %) et au taux départemental (21,4 %).
À l'instar des répartitions nationale et départementale, la population féminine de la commune est supérieure à la population masculine. Le taux (50,6 %) est du même ordre de grandeur que le taux national (51,6 %).
La répartition de la population de la commune par tranches d'âge est, en 2008, la suivante :
- 49,4 % d’hommes (0 à 14 ans = 19,8 %, 15 à 29 ans = 22,6 %, 30 à 44 ans = 18 %, 45 à 59 ans = 21 %, plus de 60 ans = 18,6 %) ;
- 50,6 % de femmes (0 à 14 ans = 17,6 %, 15 à 29 ans = 17,4 %, 30 à 44 ans = 19,5 %, 45 à 59 ans = 20,1 %, plus de 60 ans = 25,3 %).

| Hommes | Classe d’âge | Femmes |
| ------ | ------------ | ------ |
| 0,6    | 90 ans ou +  | 1,5    |
| 6,7    | 75 à 89 ans  | 10,4   |
| 11,3   | 60 à 74 ans  | 13,4   |
| 21,0   | 45 à 59 ans  | 20,1   |
| 18,0   | 30 à 44 ans  | 19,5   |
| 22,6   | 15 à 29 ans  | 17,4   |
| 19,8   | 0 à 14 ans   | 17,6   |

| Hommes | Classe d’âge | Femmes |
| ------ | ------------ | ------ |
| 0,4    | 90 ans ou +  | 1,1    |
| 6,3    | 75 à 89 ans  | 9,5    |
| 12,1   | 60 à 74 ans  | 13,1   |
| 20,0   | 45 à 59 ans  | 19,4   |
| 20,3   | 30 à 44 ans  | 19,3   |
| 20,2   | 15 à 29 ans  | 18,9   |
| 20,7   | 0 à 14 ans   | 18,7   |

### Enseignement
Située dans l'académie de Nantes, on trouve dans la commune une école, l'école Jules-Ferry, avec deux sections (école maternelle et école élémentaire), un collège et trois lycées. La commune accueille environ 3 250 élèves dans six établissements différents de la petite section au Brevet de technicien supérieur (BTS). Les élèves viennent majoritairement de communes et villes voisines,.
L'ensemble Dom Sortais comprend quatre établissements (un collège, un lycée général et technologique, un lycée professionnel et un centre de formation d'apprentis (CFA), centre de formation professionnelle accueillant au total 1 830 élèves (dont 140 internes) et 160 enseignants. L'ensemble scolaire se situe au sud-ouest de la commune et représente 12 hectares. Les origines de cet établissement privé remontent à 1710.
En octobre 2013 débutent les travaux de construction du lycée public des Mauges, avec pour objectif d'ouvrir ses portes pour la rentrée scolaire de 2015 et d'y accueillir 660 élèves dans des filières générales et professionnelles. La création du lycée a été longtemps sujet à controverse, malgré le déficit d'enseignement public sur le secteur des Mauges où il n'existe pas de lycée public d'enseignement général et technologique. Le lycée ouvre ses portes à la rentrée de septembre 2015.

#### Écoles maternelles
La commune de Beaupréau possède deux écoles maternelles dont une publique et une privée.
| Nom de l'école    | Adresse                   | Nombre d'élèves | Statut   | RNE      |
| ----------------- | ------------------------- | --------------- | -------- | -------- |
| École Jules Ferry | 18 bis rue de la Sablière | 114             | Publique | 0491908H |
| École Saint-Jean  | 2 rue Françoise Dolto     |                 | Privé    | 0491525S |

#### Écoles primaires
La commune de Beaupreau possède deux écoles primaires dont une publique et une privée.
| Nom de l'école    | Adresse                            | Nombre d'élèves | Statut   | RNE      |
| ----------------- | ---------------------------------- | --------------- | -------- | -------- |
| École Jules Ferry | 18 rue de la Sablière              | 237             | Publique | 0491909J |
| École Saint-Jean  | 23 rue du Grain d'Or 5 rue d'Elbée | 524             | Privé    | 0491525S |

#### Collèges
La commune de Beaupreau possède un collège privé.
| Nom du collège              | Adresse        | Nombre de classes | Nombre d'élèves | Taux de réussite au DNB | Statut | RNE      |
| --------------------------- | -------------- | ----------------- | --------------- | ----------------------- | ------ | -------- |
| Collège Charles de Foucaud, | 3 rue Mongazon | 28                | 780             | 99,38%                  | Privé  | 0490851J |

#### Lycées
La commune de Beaupreau possède trois lycées dont un lycée professionnel privé, un lycée général et technologique privé et un lycée général, technologique et professionnel public.
| Nom du lycée                                                | Adresse                 | Nombre de classes | Nombre d'élèves | Formations | Statut   | RNE      |
| ----------------------------------------------------------- | ----------------------- | ----------------- | --------------- | --- | -------- | -------- |
| Lycée polyvalent Julien Gracq (lycée public des Mauges)     | route de l'hippodrome   |                   | 552             | - Baccalauréat général - Baccalauréat technologique ST2S - Baccalauréat professionnel ASSP option B en structure - Diplôme d’État d'aide-soignant - BP JEPS spécialité animateur mention loisirs tous publics - BP JEPS spécialité éducateur sportif mention activités physiques pour tous | Publique | 0492430A |
| Lycée Notre-Dame de Bonnes Nouvelles (Ensemble Dom Sortais) | 22 rue Moreau,          |                   | 692             | - Baccalauréat général - Baccalauréat technologique STI2D Spécialités : architecture et construction, énergie et environnement, innovation technologique et éco-conception - BTS Fluides, énergies et domotique option B froid et conditionnement de l'air; option C domotique et bâtiments communicants | Privé    | 0490828J |
| Lycée des métiers le Pinier Neuf (Ensemble Dom Sortais),    | Avenue de Gontaut Biron | 24                | 357             | - 3ème Prépa Métiers - Baccalauréat professionnel TISEC - Baccalauréat professionnel MELEC - Baccalauréat professionnel TFCA - Baccalauréat professionnel EDPI - Baccalauréat professionnel TEB AA - Baccalauréat professionnel MSPC - Baccalauréat professionnel MM A - Baccalauréat professionnel MM EV - CAP MIT - CAP EL - CAP MM A - CAP MM EV - BTS Assistance technique d'ingénieur - BTS Fluides, énergies et domotique option C domotique et bâtiments communicants - BTS Maintenance des systèmes option A systèmes de production | Privé    | 0490903R |

## Économie

### Emploi
En 2009, la population âgée de 15 à 64 ans s'élevait à 4 240 personnes, parmi lesquelles on comptait 73,8 % d'actifs (pour 74,6 % en 1999) dont 69,6 % ayant un emploi (pour 70,3 % en 1999) et 6,2 % de chômeurs (pour 4,2 % en 1999).
On comptait 2 962 emplois dans la zone d'emploi, contre 2 765 en 1999. Le nombre d'actifs ayant un emploi résidant dans la zone d'emploi étant de 1 134 (38,3 %), pour 1 522 (55,0 %) en 1999.

### Tissu économique
Sur 554 établissements présents dans la commune à fin 2010, 12 % relevaient du secteur de l'agriculture (pour une moyenne de 17 % dans le département), 5 % du secteur de l'industrie, 8% du secteur de la construction, 57 % de celui du commerce et des services et 17 % du secteur de l'administration et de la santé.
Beaupréau fut tout au long du XXe siècle un centre industriel orienté vers le textile et le cuir et très lié à des mouvements chrétiens comme les Jeunesses ouvrières chrétiennes.

### Industrie
L'entreprise Humeau-Beaupréau est installée dans la commune depuis plus de 100 ans. Elle y développe des marques propres, comme Méduse, Bopy, Kouki, Umo chaussures et Plasticana. Jusqu'en 2011 elle possédait deux sites, l'un dans le centre de Beaupréau et l'autre à Gesté, employant 180 personnes.

## Culture locale et patrimoine

### Lieux et monuments
- Le plus ancien monument de la commune est le menhir dit la Pierre Aubrée, situé sur la rive droite de l'Èvre, faisant le pendant au menhir de Bréau dressé sur l'autre rive. En granite, il n'en subsiste que la partie enterrée, qui révèle néanmoins un diamètre de 1,50 m.
- L'hôtel du Sénéchal des XVIe et XIXe siècles, en ruine en 1900, que la famille Courtois a restauré entièrement dans les années 1930.
- L'église Notre-Dame, inaugurée en 1863 est une des grandes églises de style néogothique du Choletais. Elle est due à l'architecte local Alfred Tessier.
- Le monument aux morts 1914-1918 et 1939-1945 qui a une rare particularité : en principe monument civil, il est pourtant surmonté d'une croix.
- Le parc du château est un lieu de détente et de loisir ouvert au public.

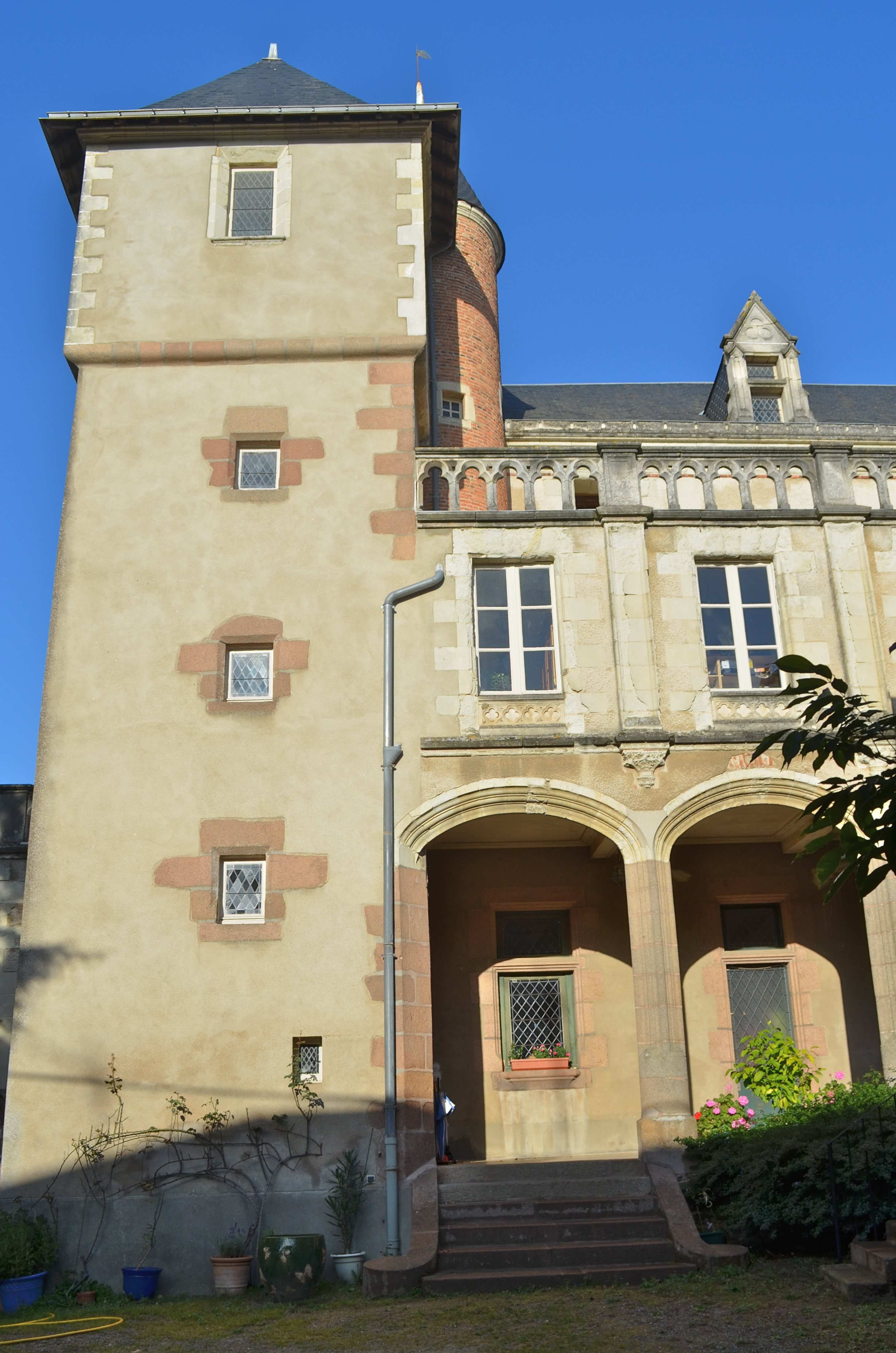
Hôtel du Sénéchal.
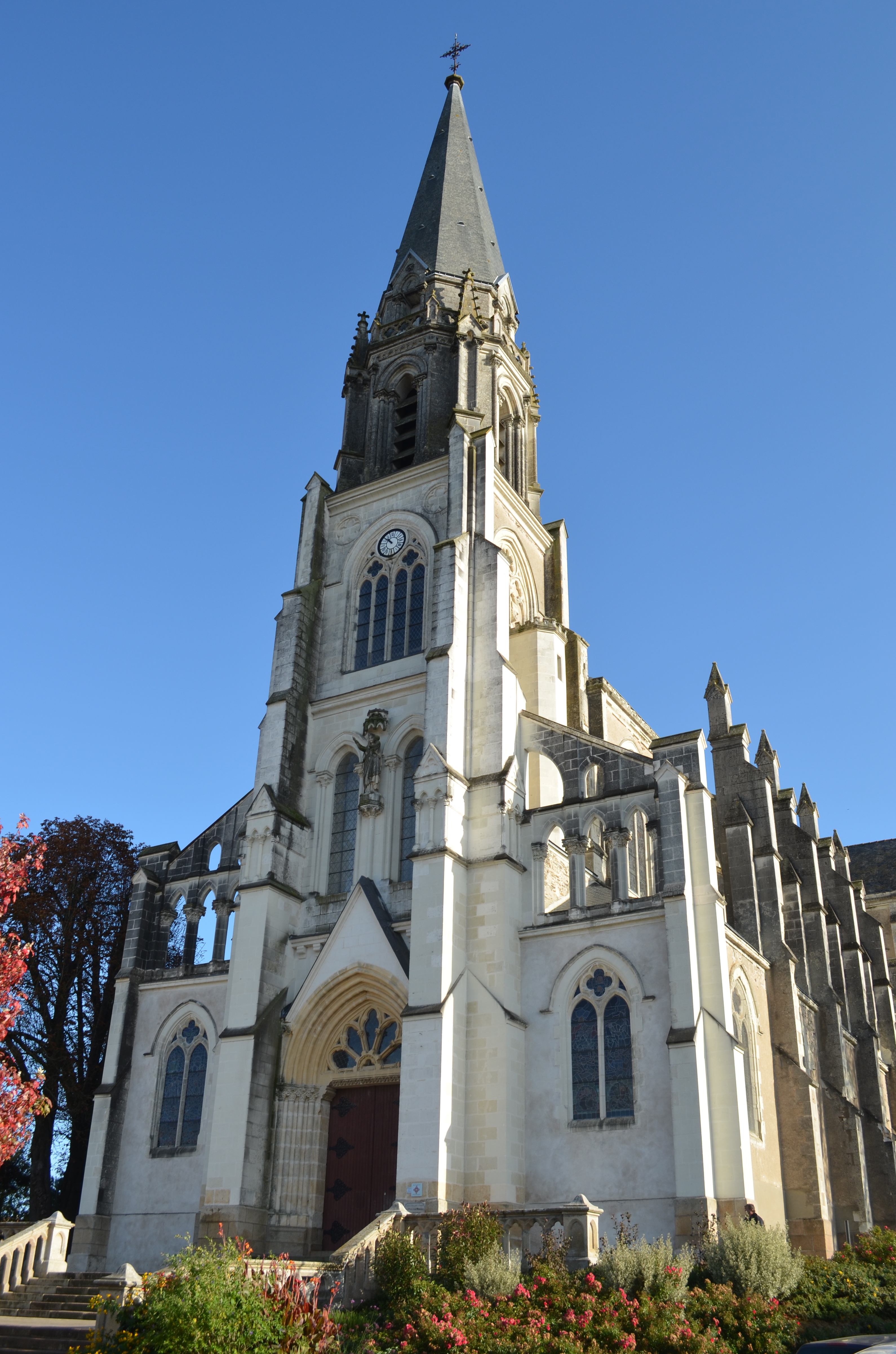
Église Notre-Dame.
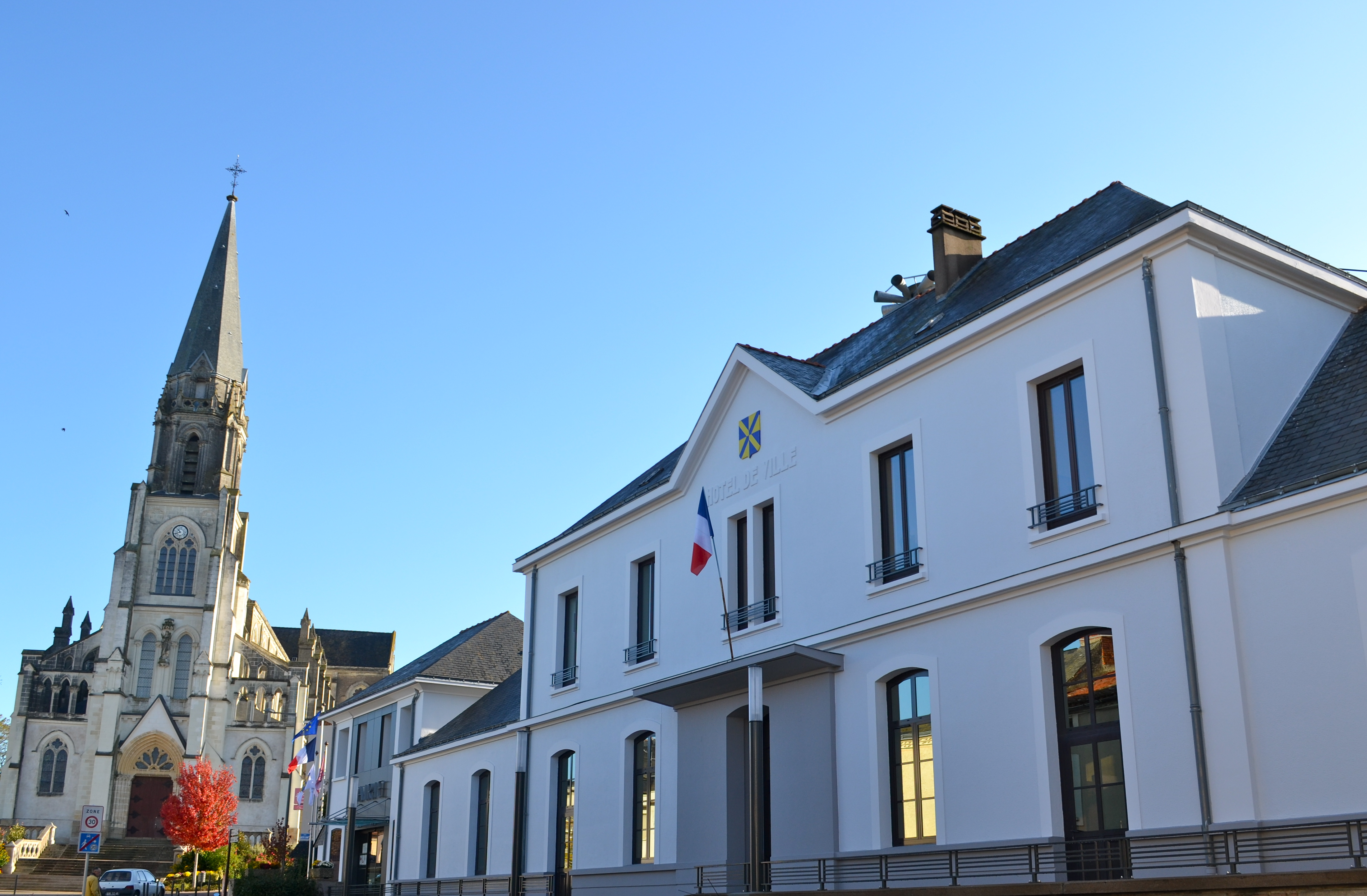
Église Notre-Dame et hôtel de ville.
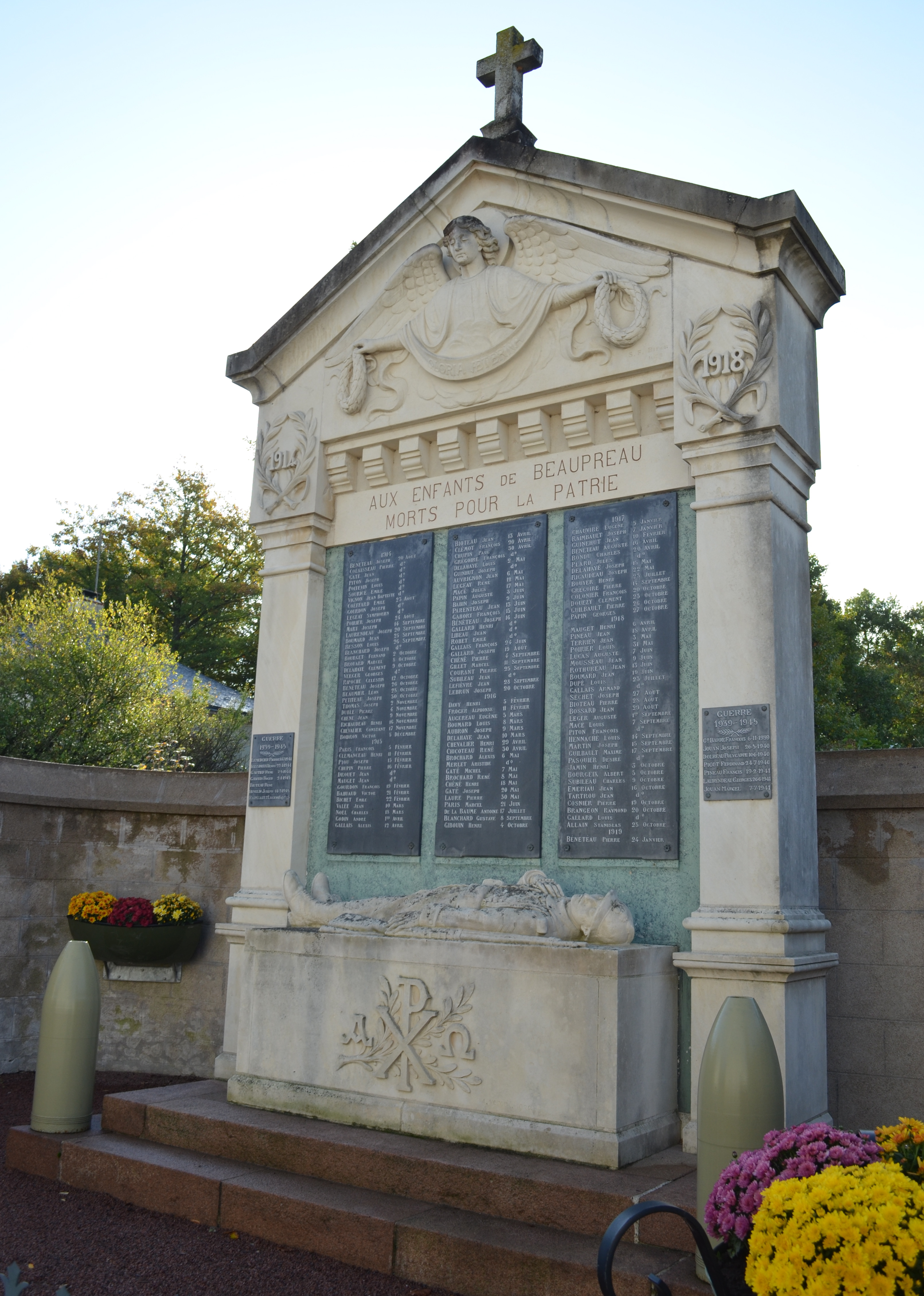
Monument aux morts.

- Le château

Construit sous le comte Foulques Nerra, le château de Beaupréau a fait partie d'une chaîne de fortifications pour protéger l'Anjou des marches de Bretagne. Il a accueilli le roi Charles IX en 1565. Le château médiéval a connu des transformations architecturales au cours des Xe, XIIe, XVIe, XVIIe, XIXe et XXe siècles. Son aspect gothique date de la fin du XIXe siècle. Au cours du XXe siècle, une extension a été construite dans la cour intérieure, perpendiculairement au corps principal du bâtiment.
Dans les années 1980-1990, une flamme postale de la commune, intitulée "Cœur des Mauges", représentait la façade d'entrée du château.

Armes de la famille de Scépeaux.
Armes des Blacas.
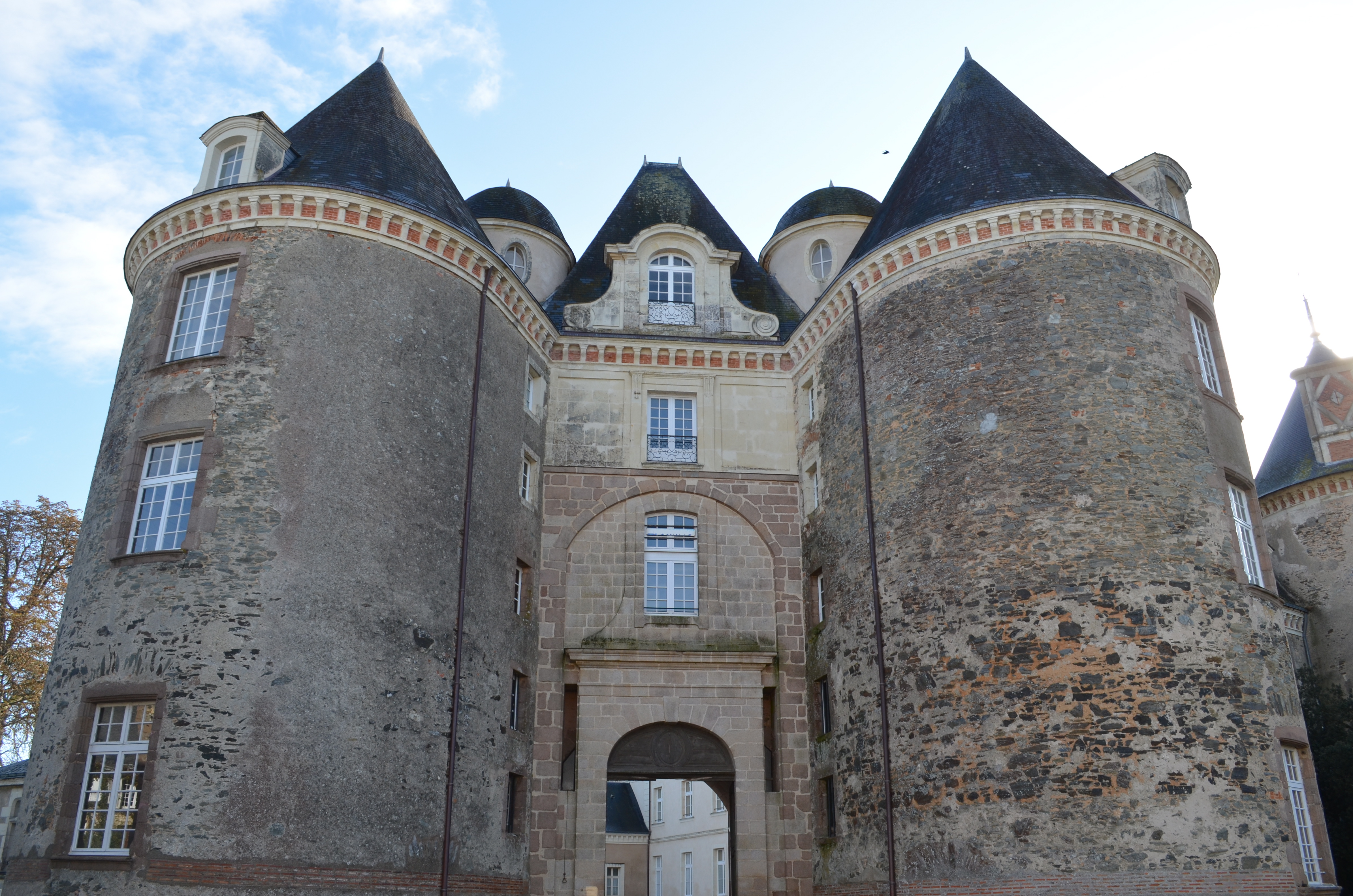
Façade avant XIVe siècle.
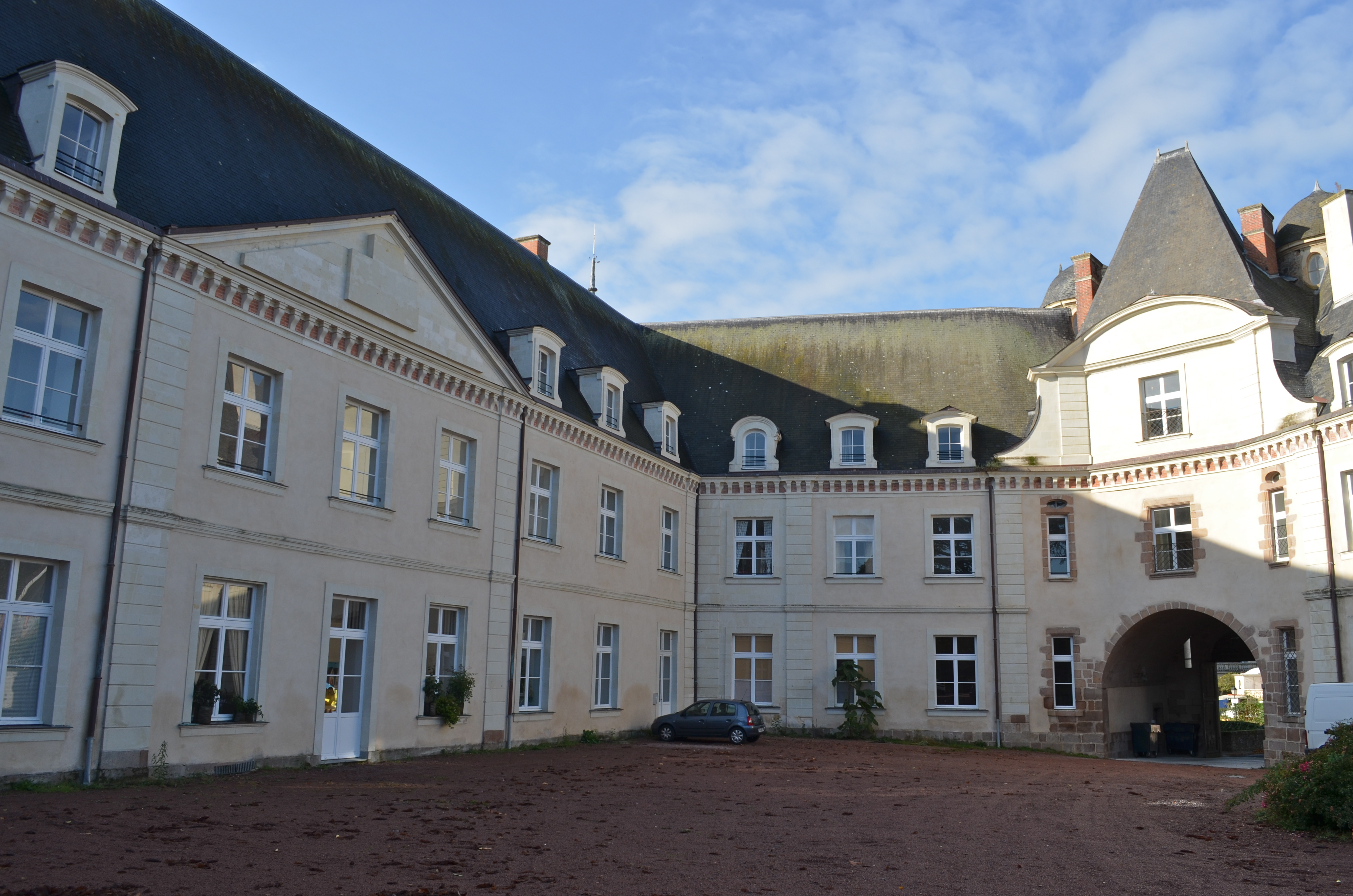
Cour intérieure.
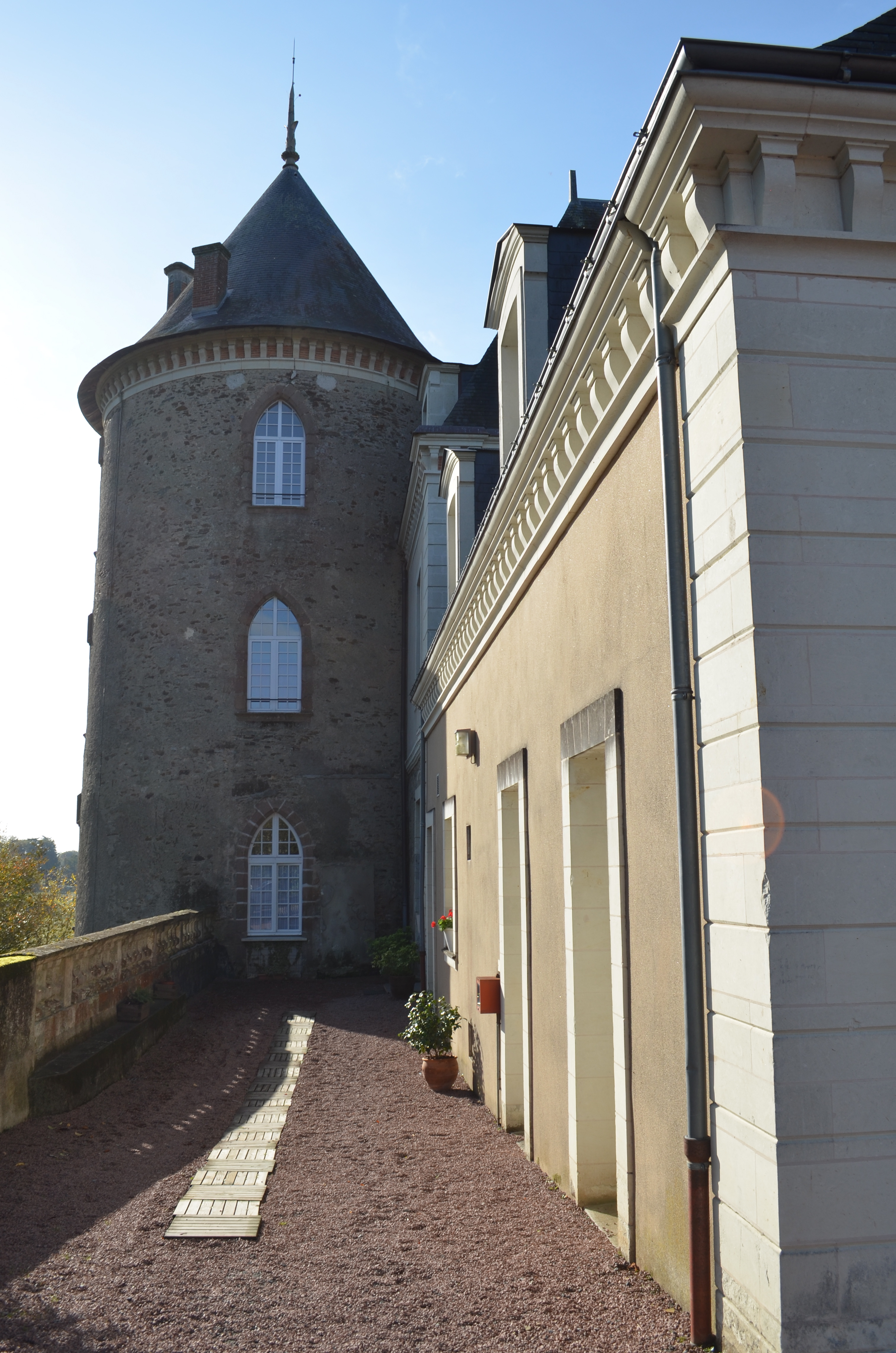
Allée intérieure.
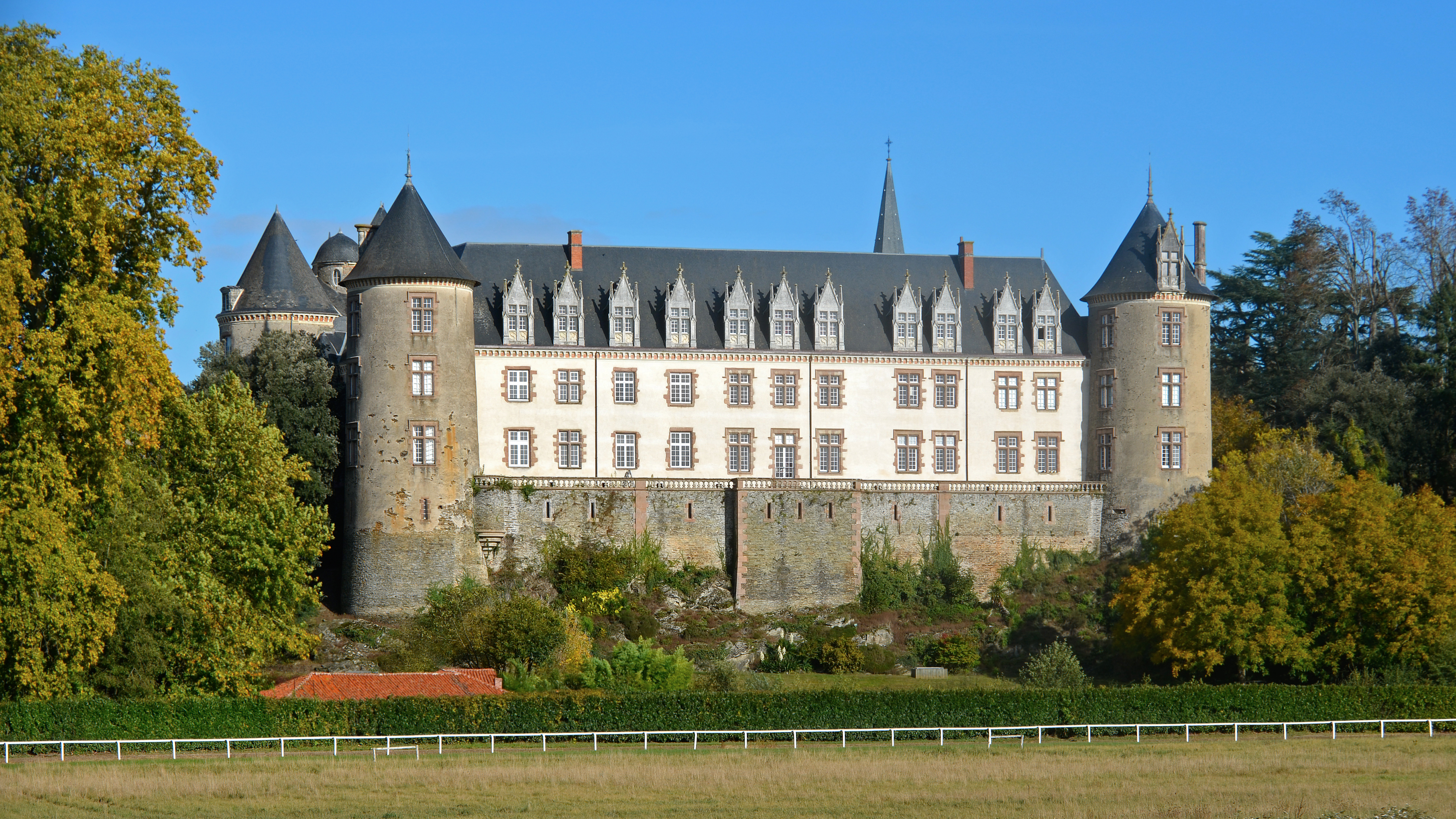
Façade arrière XIXe siècle.

### Équipements culturels
La commune possède une salle de spectacle de niveau régional, La Loge, bâtie sur l'ancienne demeure du général vendéen Maurice d'Elbée. La structure travaille en coopération avec la communauté de communes du Centre-Mauges.

### Personnalités liées à la commune
- Simon-Jean Gruget (1751-1840), curé de L'église de la Trinité d'Angers, prêtre réfractaire lors de la Révolution française, né à Beaupréau.
- Alexandre Émeric de Durfort-Civrac (1770-1835), militaire et homme politique français des XVIIIe et XIXe siècles, mort à Beaupréau.
- Henri Louis Marie de Durfort-Civrac (1812-1884), fils du précédent, homme politique français du XIXe siècle, né à Beaupréau.
- Pierre de Blacas d'Aulps (1853-1937), homme politique, décédé à Beaupréau.
- Arthur Mille (1854-1942), homme politique, député de l'Allier sous la IIIe République est mort à Beaupréau.
- Henry Cormeau (1866-1929), écrivain, né à Beaupréau.
- Achille Germain (1884-1938), coureur cycliste, né à Beaupréau.
- André Guinebert (1902-1980), peintre né dans la commune.
- Jean-Louis Papin (1947- ), évêque de Nancy et Toul, a étudié à Beaupréau[55].
- Catherine Deroche (1953- ), médecin et femme politique française est née dans la commune.
- Gabriel Gaté (1955- ), né à Beaupréau, chef cuisinier et auteur de livres gastronomiques[56].
- Dominique-Marie David (1963- ), prêtre catholique français et archevêque de Monaco est né dans la commune[57].
- Jean-Pascal Tricoire (1963- ), ingénieur né dans la commune, président de Schneider Electric.
- Franck Bouyer (1974- ), ancien coureur cycliste (Europcar) né dans la commune, licencié au Beaupréau vélo sport.
- Sébastien Macé (1978-), footballeur né dans la commune.
- Julien Sourice (1982- ), ancien footballeur du SCO d'Angers né dans la commune.
- Damien Gaudin (1986- ), coureur cycliste (Équipe cycliste Direct Énergie) né dans la commune.